# Basílica de San Prudencio de Armentia
La basílica de San Prudencio de Armentia es un templo de culto católico situado en la periferia suroeste de la ciudad de Vitoria (Álava, País Vasco, España). Construida en el siglo XII aunque profundamente reformada en el siglo XVIII, constituye uno de los más destacados ejemplos del románico alavés y vasco. A su interés artístico y monumental se le añade el histórico, ya que la basílica está ligada al pasado altomedieval de Armentia como sede episcopal. Su actual advocación es la del santo Prudencio, nativo de Armentia, obispo de Tarazona y patrón de Álava.
La denominación de «basilica» no supone la condición eclesiástica de basílica menor, solamente nominal.

## Contexto histórico y geográfico
El primitivo templo, de estilo románico, fue levantado en las últimas décadas del siglo XII, coincidiendo probablemente con la fundación de Vitoria en 1181; si bien se cree que en ese mismo solar se hallaba una anterior edificación religiosa del siglo VIII. En el tiempo en que se procedió a la edificación del templo románico, ya hacía un siglo que se había extinguido el antiguo Obispado de Armentia, que había surgido a finales del siglo IX, unas décadas después de la fundación del cercano Obispado de Valpuesta, en tierras occidentales alavesas y burgalesas. En época altomedieval, el poblado de Armentia era un importante núcleo de población al ser encrucijada del Camino de Santiago y de la antigua calzada romana Astorga-Burdeos, que tenía aquí un hito llamado Suisaco, citado en el itinerario de Antonino, entre Veleia (Iruña) y Tulonio. En Armentia se sitúa, además, el lugar de nacimiento de Prudencio, santo de época visigótica (hacia el siglo VI) muy venerado, además de en Álava, en tierras riojanas, sorianas y zaragozanas, donde transcurrió su vida de ermitaño, evangelizador, conciliador y obispo. Todo esto convirtió a Armentia en el centro espiritual más importante de Álava.
El último obispo armentiense, Fortún II, estuvo al frente de la diócesis alavesa hasta su muerte en 1087, momento en que la misma fue absorbida por la vecina diócesis riojana de Calahorra. A partir de esta fecha, el viejo edificio prerrománico pasó a ser colegiata, condición que pervivió hasta finales del siglo XV. En 1135 dicha colegiata aparece citada como regida por el arcediano de Álava, Pedro. En 1181 el entonces obispo de Calahorra, D. Rodrigo de Cascante, firmó el fuero de población concedido a Vitoria por Sancho VI de Navarra, usando el título antiguo de Episcopus Armentiensis. En 1498, dando cumplimiento a la bula concedida dos años atrás, el título de colegiata fue trasladado a la entonces iglesia de Santa María de Vitoria, actual Catedral Vieja de la ciudad, y el templo armentiense perdió así su cabildo. En su momento la colegiata tuvo anejo un convento de clérigos, al parecer de canónigos regulares de San Agustín.

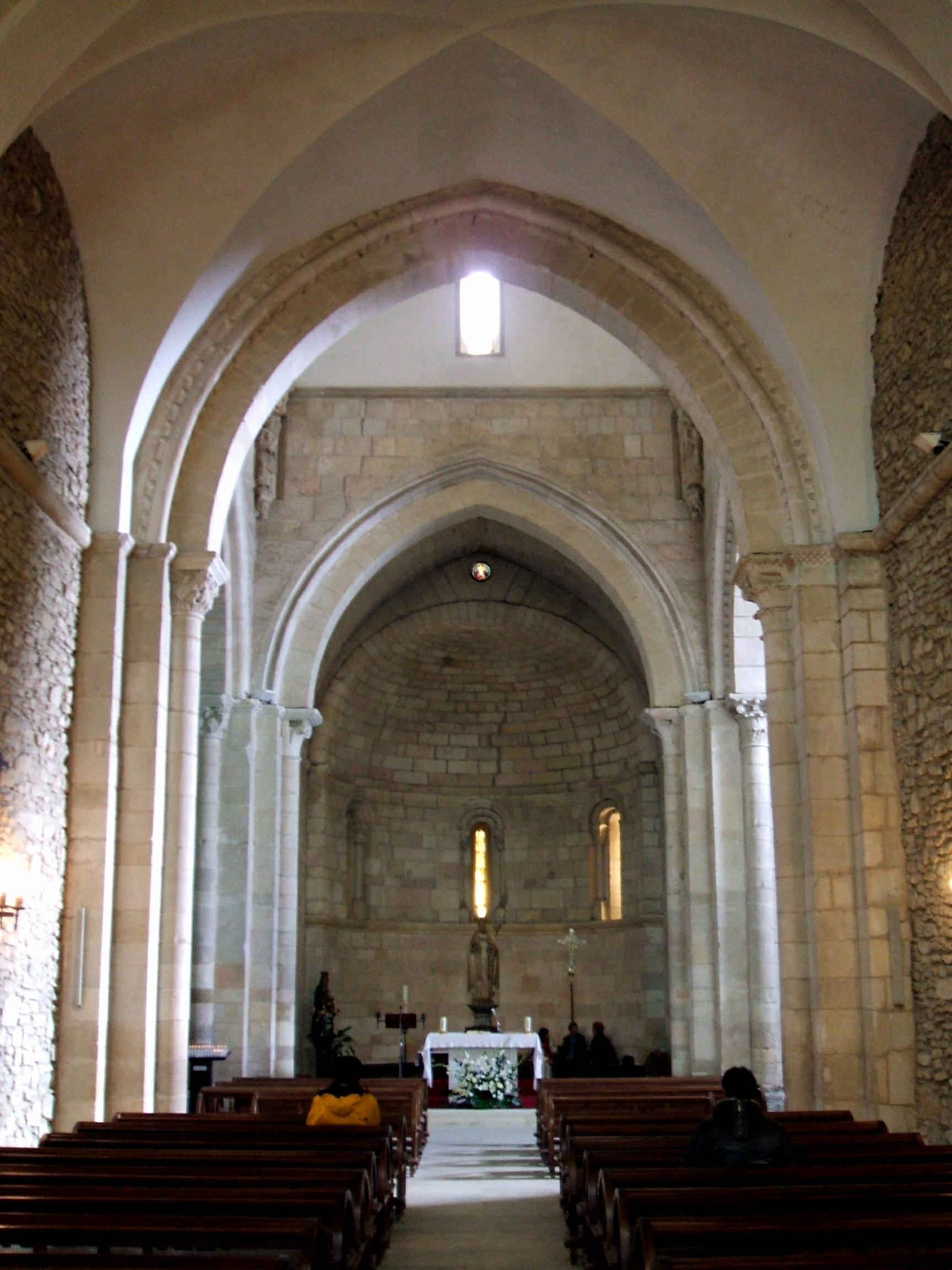
Aspecto del interior del templo

El templo fue reformado drásticamente entre 1773 y 1776, quedando trastocados sus elementos decorativos y arquitectónicos del siglo XII de tal manera que sólo se puede conjeturar, con pocas garantías de exactitud, el lugar que ocupaban en la primitiva fábrica. Entonces desapareció la fachada meridional, se construyó el atrio, y se envolvió todo el edificio, salvo el ábside, con nuevos muros. En 1979 cambió la advocación del templo: tras estar dedicada durante mucho tiempo al apóstol San Andrés, la Basílica fue dedicada a San Prudencio, patrón de Álava desde 1698, y cuya festividad se celebra el 28 de abril. Ese día, cada año, los vitorianos y alaveses acuden a los actos religiosos y a la festiva romería que tienen lugar en la Basílica y en las campas que la rodean, donde es tradicional comer caracoles, revuelto de perrechicos y rosquillas anisadas.
La Basílica fue declarada Monumento Histórico-Artístico de interés nacional el 4 de junio de 1931, y goza de protección especial, en tanto que hito del ramal vasco del Camino de Santiago, por resolución del Gobierno Vasco del 11 de febrero de 2000. Hay que añadir que otro edificio de Armentia situado a escasa distancia, y conocido como 'la Casa del Santo' (porque la tradición local sitúa allí la casa de Prudencio), goza de la condición particular de Monumento Histórico-Artístico desde 1984.
En los primeros años del siglo XXI, unas excavaciones arqueológicas realizadas en el suelo del pórtico de la Basílica sacaron a la luz restos del pasado romano del lugar, así como enterramientos anteriores a la construcción del edificio en el siglo XII. En la campa exterior, junto a la cabecera, apareció toda una necrópolis, así como una sagrera o foso perimetral, barrera física que confería al templo primitivo, el que precedió a la edificación románica, un carácter de sagrado e inviolable. Hoy en día la aldea de Armentia, absorbida desde hace décadas por el perímetro urbano de Vitoria, sigue siendo un concejo de la periferia sur de la ciudad, caracterizado por sus amplias áreas ajardinadas y recreativas, de donde parten rutas de senderismo que se adentran en los boscosos Montes de Vitoria. Desde el centro de Vitoria (Parque de la Florida) se puede llegar hasta Armentia realizando un agradable paseo a pie, de menos de 3 kilómetros, que transcurren por el Paseo de la Senda, el Paseo de Fray Francisco de Vitoria, el Paseo de Cervantes y la Avenida de San Prudencio. En lo alto de esta última avenida, justo en frente de una rotonda y de las campas donde se levanta la Basílica, se sitúa un monumento moderno con la estatua del santo.

## Descripción

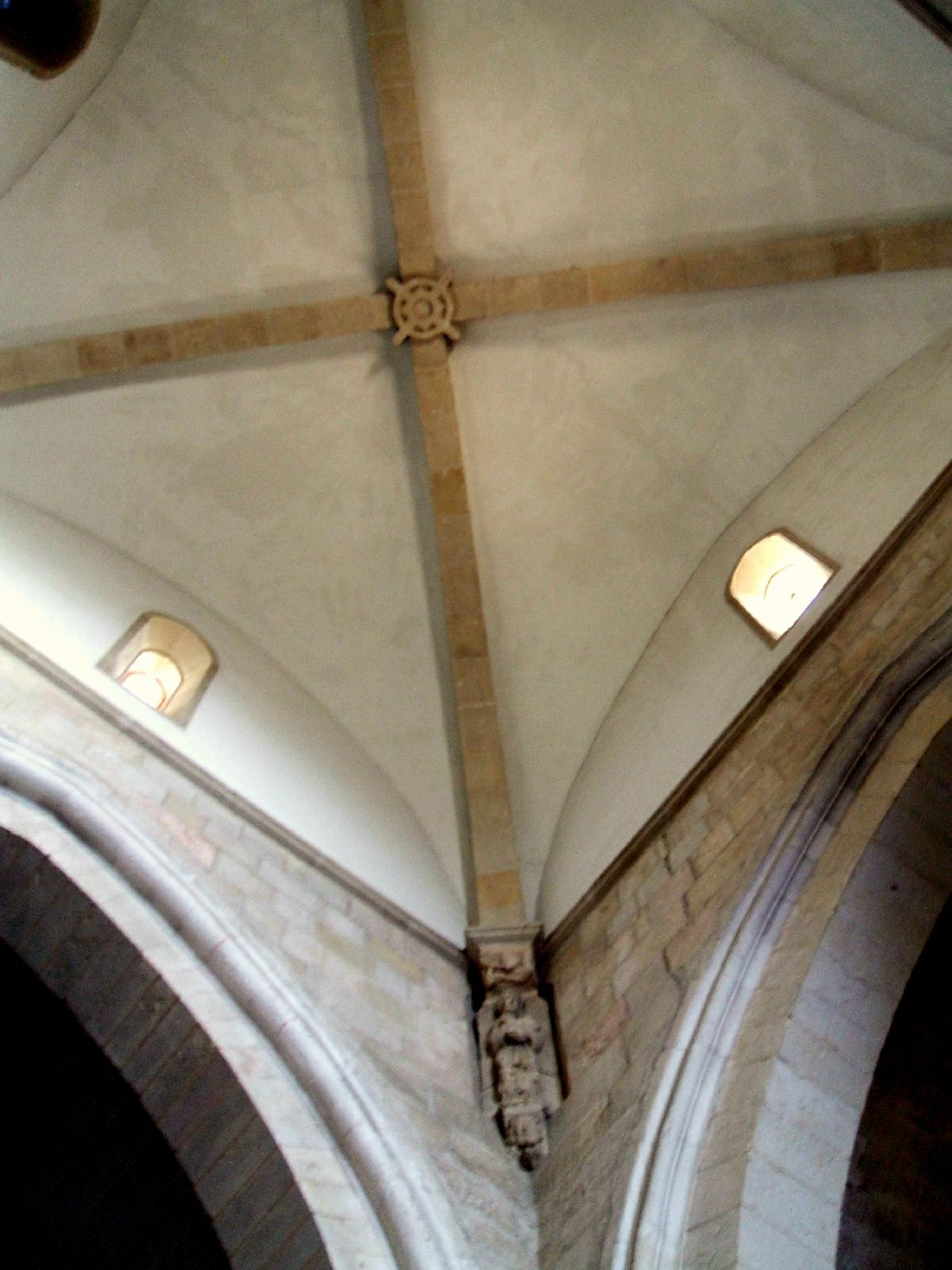
Cimborrio del crucero

El templo que ha llegado a nuestros días presenta planta de cruz latina, con nave longitudinal de tres tramos cubierta con bóveda moderna de arista, nave transversal o transepto cubierta con bóveda de cañón apuntado, crucero con cimborrio cuadrado, amplio presbiterio abovedado también con medio cañón apuntado y cabecera semicircular abovedada con cuarto de esfera y decorada meramente con una imposta jaqueada, bajo los vanos con columnillas y capiteles historiados, que es de menor altura que el presbiterio. El pórtico, la torre cuadrada -acodada al ángulo de inserción de la nave y el brazo norte del transepto- y la sacristía son estructuras anejas a la fábrica primitiva. La bóveda de arista enlucida, introducida en la reforma del siglo XVIII, manifestada también en los muros de mampostería de la nave, debió de sustituir a una primitiva cubierta consistente en un armazón de madera, pues la carencia de contrafuertes parece indicar la inexistencia en origen de un sistema abovedado en la nave longitudinal. El brazo del Evangelio (norte) de la nave transversal tiene algo más de profundidad que el de la Epístola; antiguamente, daba paso a las dependencias conventuales, que incluían un claustro, pero hoy aparece acortado por un muro que conserva la puerta primitiva, ojival.
Los arcos torales que definen el crucero son doblados, apuntados y presentan decoración de bolas. El crucero se cubre con un cimborrio abovedado protogótico de arcos cruzados y levemente apuntados en cuyos arranques se sitúan las figuras antropomorfas y aladas de los evangelistas. Es singular la representación de este Tetramorfos con figuras humanas y cabezas zoomorfas aureoladas: las de un león (San Marcos), un toro (San Lucas) y un águila (San Juan). Cuatro ventanas abocinadas de arco apuntado, de época protogótica, se abren en cada lado. Se trata de un cimborrio muy transformado, pero restos arquitectónicos dan a entender que en origen pudo presentar exteriormente cuatro torrecillas macizas, erguidas sobre los pilares torales, lo que evoca soluciones típicas del momento en la zona castellana, como sucede con las catedrales de Zamora y Vieja de Salamanca, y con la Colegiata de Toro, amén de la disposición primitiva del cimborrio de la iglesia del Monasterio de Irache.
Los pilares del crucero y, en un nivel más bajo, adosadas a las paredes, las robustas columnas pareadas que sostenían el desaparecido coro alto a los pies, así como las paredes interiores del ábside, presentan en sus capiteles decoración románica típica, consistente en temas vegetales, zoológicos e iconográficos, de delicada factura y ricos simbolismo y alegoría: pueden contemplarse acantos, aves de cuellos estilizados, esbeltos felinos enfrentados y opuestos, grifos, jinetes luchando contra centauros entre tallos, fieras cebadas en sus presas, monstruos devorando a seres humanos, torturantes mascarones de fauces abiertas, etc.

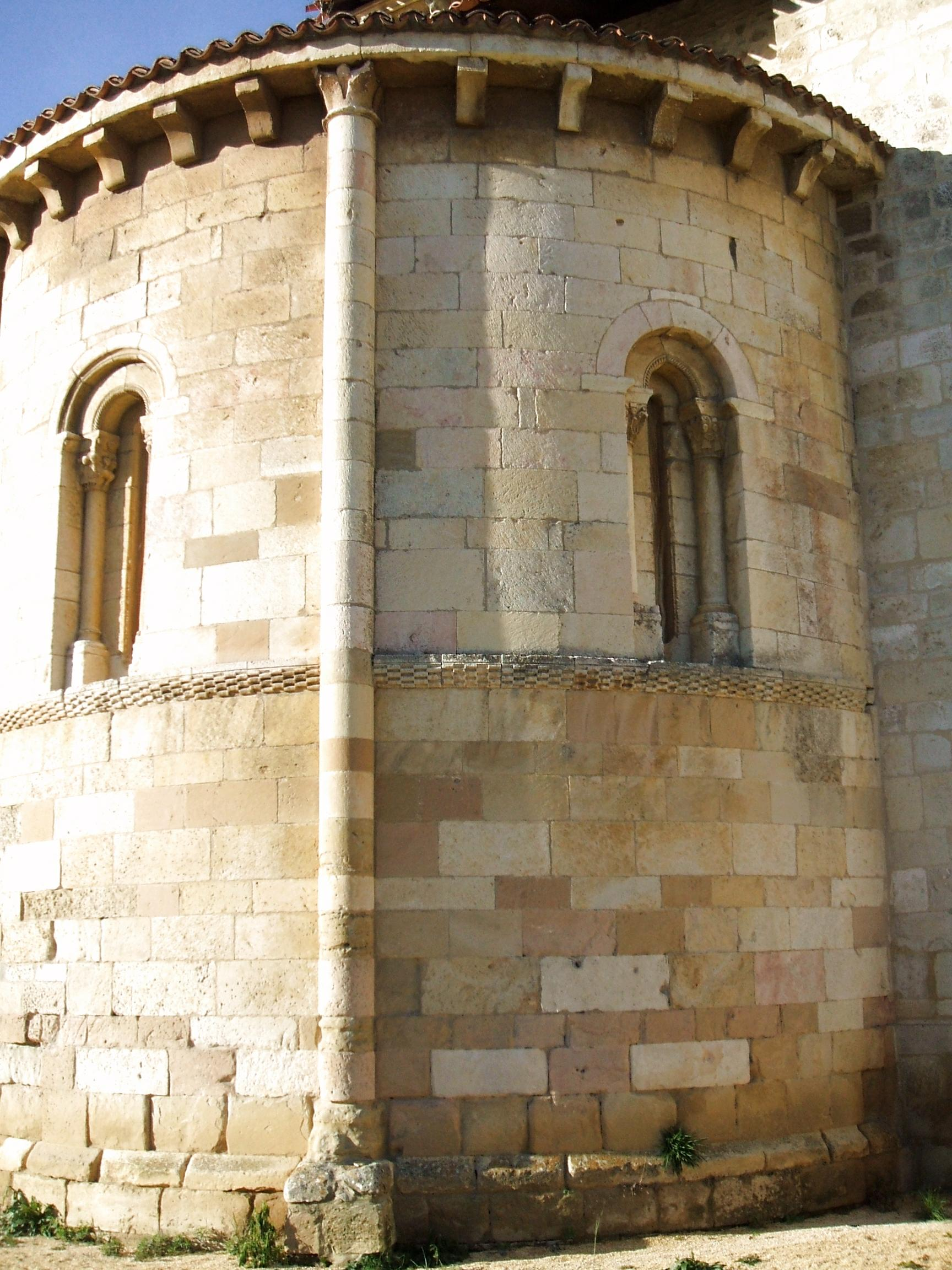
Ábside

El exterior del edificio es sencillo. En la fachada sur, que acoge el pórtico, y que fue también la fachada principal del templo románico anterior a la reforma dieciochesca, destacan los canes del alero del tejado, con cabezas de animales domésticos, seres fabulosos (sirenas, quimeras, una harpía, un basilisco) y otros elementos decorativos. El ábside, semicircular y de perfecta sillería, está recorrido a media altura por una imposta ajedrezada. Verticalmente se organiza en tres segmentos rasgados por estrechos ventanales en aspillera, con arco de medio punto doblado e intradós apeado en capiteles y columnillas adosadas, cuyas basas arrancan de la imposta; los separan dos columnas cilíndricas, alzadas desde el suelo hasta la cornisa y partiendo de basas áticas sobre plintos adosados al zócalo. Los capiteles que decoran los vanos absidales son de tosca hechura y no ofrecen interés. Esta cabecera es el único elemento arquitectónico de cierta envergadura que se ha conservado intacto, desde antes de la reforma del siglo XVIII.

### Escultura del pórtico
La mezcla de elementos que la reforma del siglo XVIII produjo se aprecia sobre todo en el atrio o pórtico, abierto en la fachada meridional para sostener la casa rectoral y en el que se recolocó la escultura principal del templo, que cabe atribuir a diferentes maestros. Al exterior se resuelve mediante una galería de cinco arcos de medio punto e interiormente se presenta cubierto con una solución arquitrabada a base de vigas de madera y cielo raso.
Dos tímpanos, procedentes muy probablemente de sendas portadas desaparecidas, se insertan en su muro mayor, en el que se abre también la actual portada de acceso a la iglesia, decorada con arquivolta de acantos y jambas con repertorio iconográfico, que fue rehecha a partir de elementos del templo primitivo, lo que explica su asimetría. Uno de los tímpanos, el más grande y próximo a la puerta, enmarcado por una cenefa decorada con hojas de acanto, representa la Ascensión de Cristo, flanqueado por once apóstoles, los personajes bíblicos Enoch y Elías, y dos ángeles. La figura divina, de un tamaño muy superior a las de sus acompañantes, ha llegado a nuestros días descabezada. El otro tímpano, que acaso coronara la portada secundaria del templo, representa en su parte superior la Apoteosis del Cordero, Agnus Dei que aparece con la cruz entre sus patas, entre San Juan Bautista e Isaías; bajo él, separado por un dintel, aparece un bello crismón sostenido por ángeles de tipo trinitario, motivo este que conforma una faja iconográfica independiente y que responde a un modelo característico de la escuela altoaragonesa.
Todo el tímpano está grabado con inscripciones alusivas a Cristo vencedor de la muerte y a la erección del templo por Rodericus Ep..., quien no sería sino D. Rodrigo de Cascante, el obispo que regía la diócesis calagurritana en 1181, el año de la concesión por el monarca navarro del fuero de villa a la primitiva aldea de Gasteiz. Este tímpano del Cordero, relacionado estilísticamente con las escuelas de Jaca y Santa Cruz de la Serós, se convirtió en frontal de un nicho sepulcral separado del exterior por gruesos barrotes pétreos unidos por arquillos trilobulados, disposición que permite ver el interior del hueco, ocupado por un sarcófago decorado. El enterrado debe tratarse de un eclesiástico del siglo XIII.
| Esculturas del pórtico de la Basílica de San Prudencio de Armentia. | Esculturas del pórtico de la Basílica de San Prudencio de Armentia. | Esculturas del pórtico de la Basílica de San Prudencio de Armentia. | Esculturas del pórtico de la Basílica de San Prudencio de Armentia. | Esculturas del pórtico de la Basílica de San Prudencio de Armentia. |
| ------------------------------------------------------------------- | ------------------------------------------------------------------- | ------------------------------------------------------------------- | ------------------------------------------------------------------- | ------------------------------------------------------------------- |
| Relieve del Caballero Victorioso                                    | Aspecto general                                                     | Tímpano de la Ascensión de Cristo                                   | Tímpano del Cordero                                                 | Relieves de la Anastasis (izq.) y el Santo Entierro (der.)          |

En el testero oriental del pórtico aparecen empotrados dos bellos relieves del siglo XIII, que, según una descripción del siglo XVIII, estaban en la parte alta de la fachada principal. Aparecen enmarcados por arcos apuntados que descansan en figuras muy estilizadas, con las cabezas mutiladas, a modo de cariátides. Estas columnas-estatua talladas en los fustes de las columnas pudieron pertenecer a la portada principal, la que incorporaba el tímpano de la Ascensión de Cristo, y acaso representen una Anunciación.
El primero de los mencionados relieves representa el Santo Entierro de Cristo, con las tres Marías ante el sepulcro; se trata de un relieve muy relacionado con el del claustro del burgalés Monasterio de Santo Domingo de Silos. El otro ostenta el motivo de la Anastasis o el Descenso de Cristo a los Infiernos para sacar a los primeros padres del Limbo de los Justos. Una imposta de roleos vegetales separa estos relieves de los lucillos inferiores: el parejo al motivo de la Anastasis aparece muy mutilado, mientras que el relacionado con el Santo Entierro muestra el pasaje, bastante dañado también, de la Resurrección, representado por el grupo de soldados durmiendo. Otros dos relieves de menor tamaño flanquean, en la parte elevada de la pared frontal, el tímpano de Cristo con el apostolado: se tratan de una Anunciación, con el bulto de la Virgen mutilado, descabezado, y un Caballero Victorioso, motivo ecuestre que puede representar bien al apóstol Santiago, bien al emperador Constantino I.

### Mobiliario interior

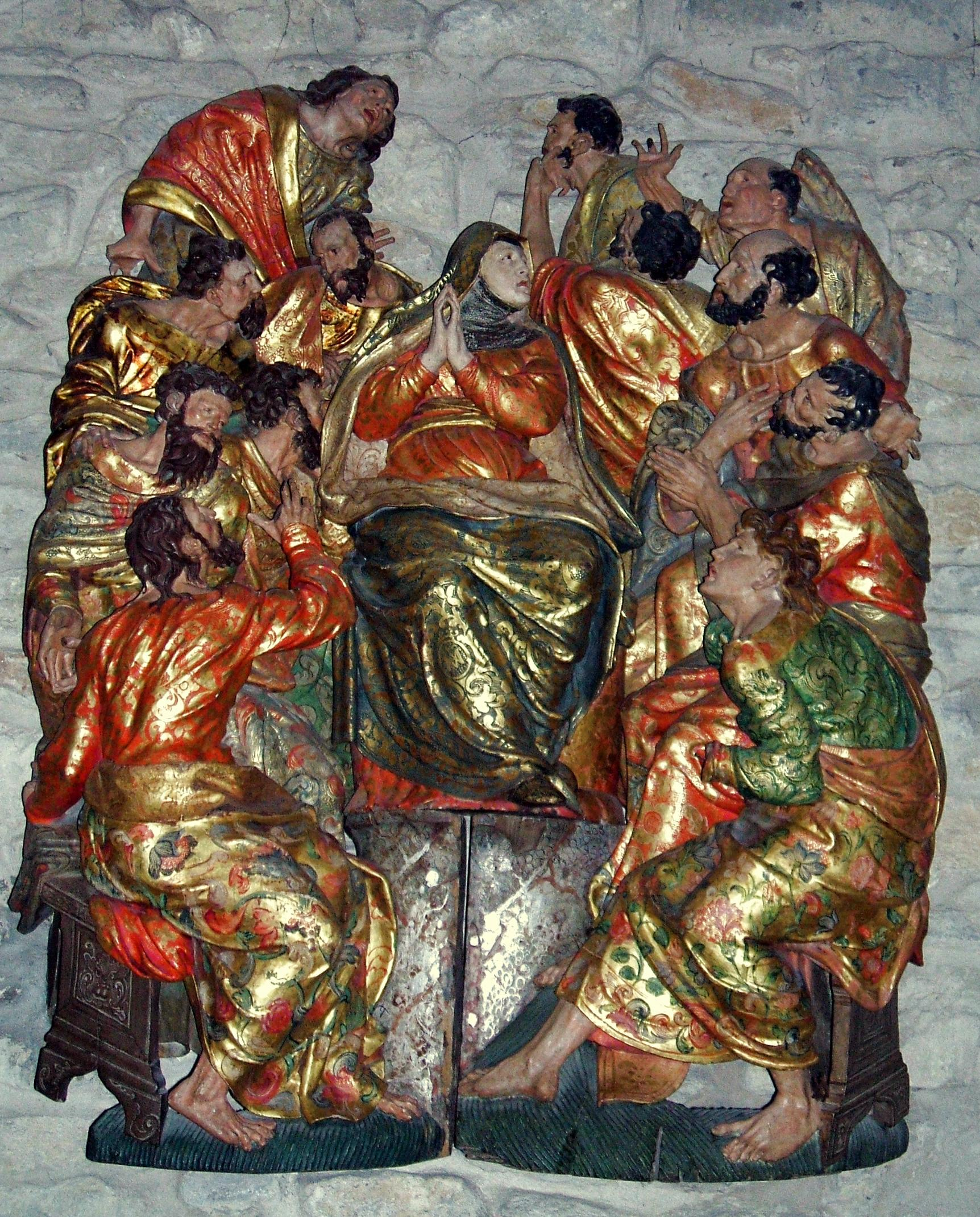
Relieve de Pentecostés, s-XVI

Dadas las discretas dimensiones de la basílica, su mobiliario interior es asimismo de reducido tamaño. En el brazo sur del crucero, en el lado de la Epístola, se sitúa una bella pila bautismal románica de copa cuadrada decorada con arquillos en su borde superior. Se conserva también un sagrario de piedra policromado de estilo gótico hispano-flamenco, de finales del siglo XV o principios del siglo XVI, con un relieve de la Piedad en su parte superior. En cuanto a la talla en madera, viene representada por un grupo escultórico en relieve policromado con el motivo de Pentecostés, del siglo XVI, expresivo trabajo del Renacimiento manierista atribuible al círculo de Alonso Berruguete. En la Capilla del Sagrario, en el brazo del crucero del lado del Evangelio, hay un retablo barroco dorado del siglo XVII que incorpora en su parte central una imagen del siglo XVI, manierista, de la Virgen del Rosario y en el ático una imagen de San Miguel. En el brazo del crucero de la Epístola hay otro retablo barroco del siglo XVII, dorado, policromado y de orden corintio, con buena escultura de San Andrés y, a sus lados, cuatro pinturas que representan a Santa Catalina, San Roque, Santa Águeda y San Isidro. Asimismo, conserva una copia de Nuestra Señora de Estíbaliz, patrona de la provincia.

### Vista aérea
Esta es una vista aérea que habitualmente no podemos ver de la basílica de Armentia. La encontramos en el libro Basílica de San Prudencio, Armentia, obra de José María de Azcarate Ristori.